# Alexa grandiflora
Alexa grandiflora är en ärtväxtart som beskrevs av Adolpho Ducke. Alexa grandiflora ingår i släktet Alexa och familjen ärtväxter. Inga underarter finns listade i Catalogue of Life.